# サンダース・ロー シュリンプ
サンダース・ロー シュリンプ
- 用途：実験機
- 分類：飛行艇
- 設計者：H Knowler
- 製造者：サンダース・ロー
- 運用者： イギリス（サンダース・ロー、航空省）
- 初飛行：1939年10月
- 生産数：1機
- 運用開始：1939年
- 退役：1949年

サンダース・ロー シュリンプ（Saunders Roe A.37 Shrimp）は、1930年代にカウズのサンダース・ロー社（"Saro"）により製造されたイギリスの複座4発エンジンの実験用飛行艇である。

## 開発
シュリンプは、ショート サンダーランドの代替機を求める要求仕様 R.5/39に応じた4発哨戒飛行艇サンダース・ロー S.38開発の一環として縮尺1/2大の研究機として1939年にH・ノウラー（H Knowler）により設計された。R.5/39計画はキャンセルされたが、シュリンプはプライベートベンチャーとして完成した。機体記号「G-AFZS」を付けた機体は1939年10月にカウズで初飛行を行い、この機のためにスリップウェイが設けられたアングルシー島のビューマリスを拠点として試験が行われた。
1944年に航空生産省がこの機体を買い上げ、R.5/39計画の後継機としてSaro社とショート・ブラザーズ社が共同開発したショート シェトランドの設計のための試験を行った。元々の双尾翼は1枚の垂直尾翼に取り換えられ、艇体はシェトランドを模したものに改造された。
シュリンプは1949年にフェリックストウで廃棄処分にされた。

## 運用
イギリス
- 航空省
- サンダース・ロー

## 要目
出典: Warplanes of the Second World War, Volume 5: Flying Boats
諸元
- 乗員: 2
- 全長: 12.88 m （42 ft 31⁄4 in）
- 全高: 3.88 m （12 ft 83⁄4 in）
- 翼幅: 15.24 m（50 ft）
- 翼面積: 31.6 m2 （340 ft2）
- 空虚重量: 1,979 kg （4,362 lb）
- 運用時重量: 2,586 kg （5,700 lb）
- 最大離陸重量: 2,812 kg （6,200 lb）
- 動力: ポブジョイ ナイアガラ III 星型エンジン、71 kW （95 hp）   × 4

性能
- 最大速度: 209 km/h （113 knots） 130 mph
- 上昇率: 3.23 m/s （635 ft/min）
- 翼面荷重: 82 kg/m2 （16.8 lb/ft2）
- 馬力荷重（プロペラ）: 0.11 kW/kg （0.067 hp/lb）